# Cosmophasis lucidiventris
Cosmophasis lucidiventris är en spindelart som beskrevs av Simon 1909 [1910. Cosmophasis lucidiventris ingår i släktet Cosmophasis och familjen hoppspindlar. Inga underarter finns listade i Catalogue of Life.